# Recéshagymájú nőszirom

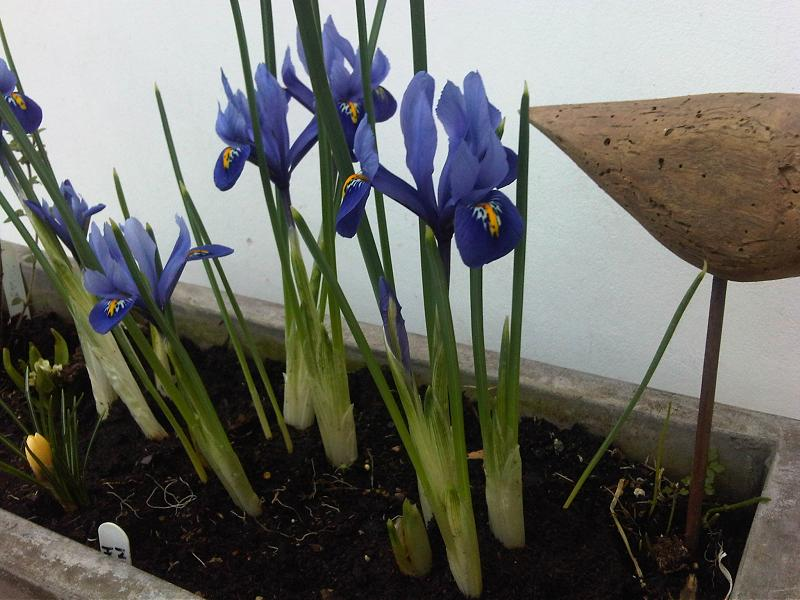

A recéshagymájú nőszirom (Iris reticulata) a nősziromfélék (Iridaceae) családjába tartozó dísznövény.

## Megjelenése
Áttelelő szerve hagyma. Magassága 10–15 cm. Keskeny, négyszögletes levele virágzás után megnyúlik. Magányosan álló, illatos, hosszú csövű, sötét bíbor-ibolyaszínű virága 4–6 cm átmérőjű. A külső leppellevél közepén sárga bóbita húzódik végig.

## Fajtái
- Cantab tiszta halványkék virágú, a külső lepellevélen sötétsárga kiemelkedéssel.
- Clariette halványkék virágú fajta, a külső leppellevél csúcsán sötétkék folttal, közepén sötétkék pöttyökkel.
- J. S. Dijt bíborpiros virágú, a külső lepellevél narancsszínű tarajú.
- Violet Beauty sötétibolyás-bíborszínű fajta, a külső lepellevél narancsszínű tarajú.

## Képek

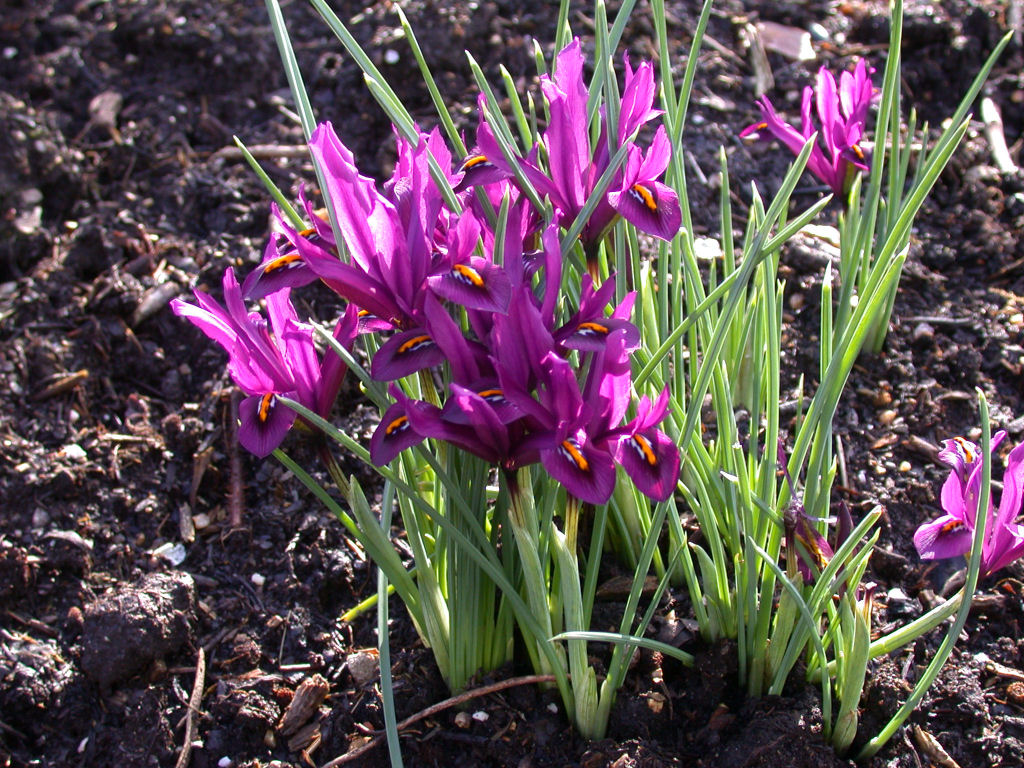
'J.S.Dijt' fajta
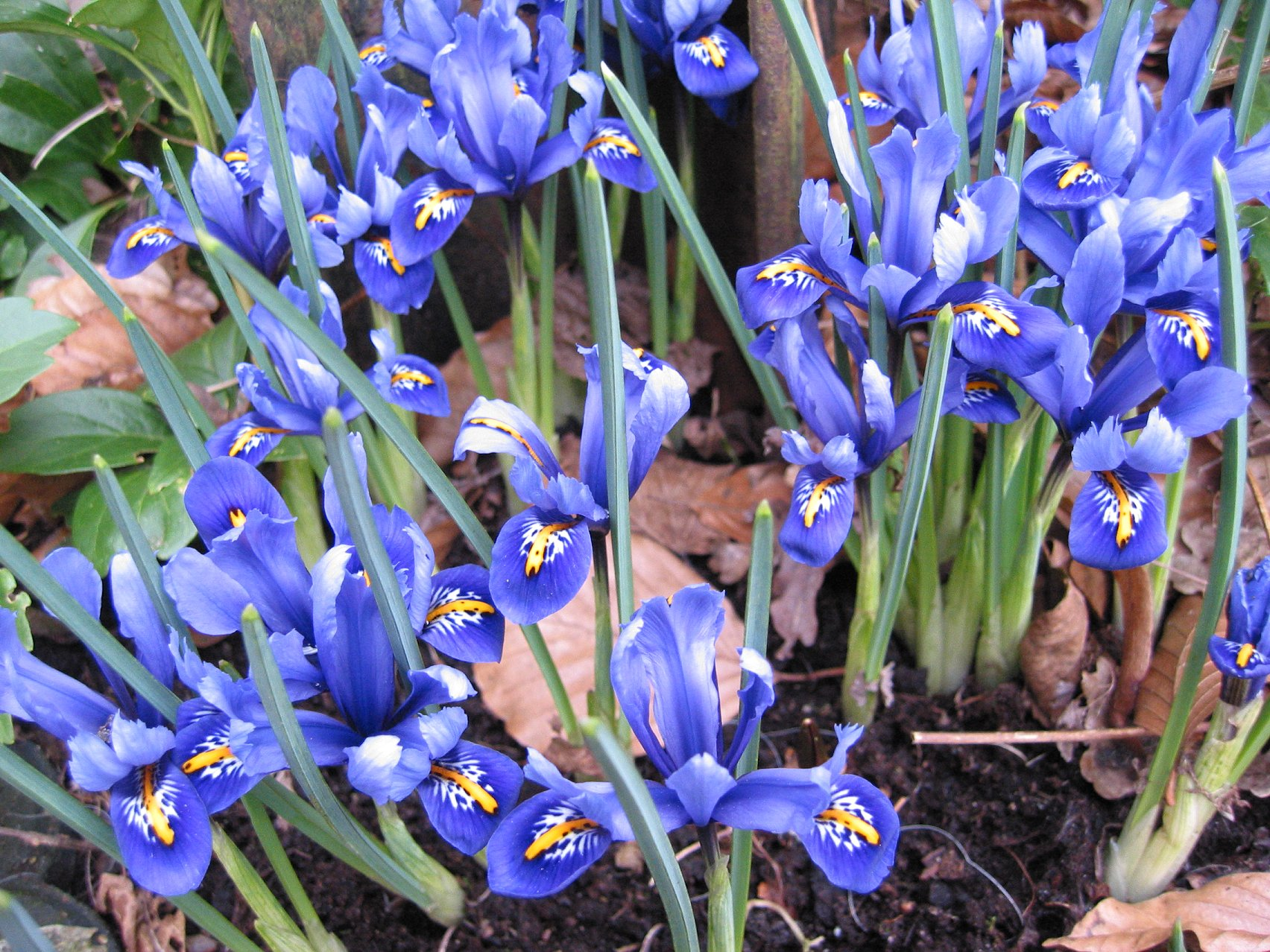
'Cantab' fajta
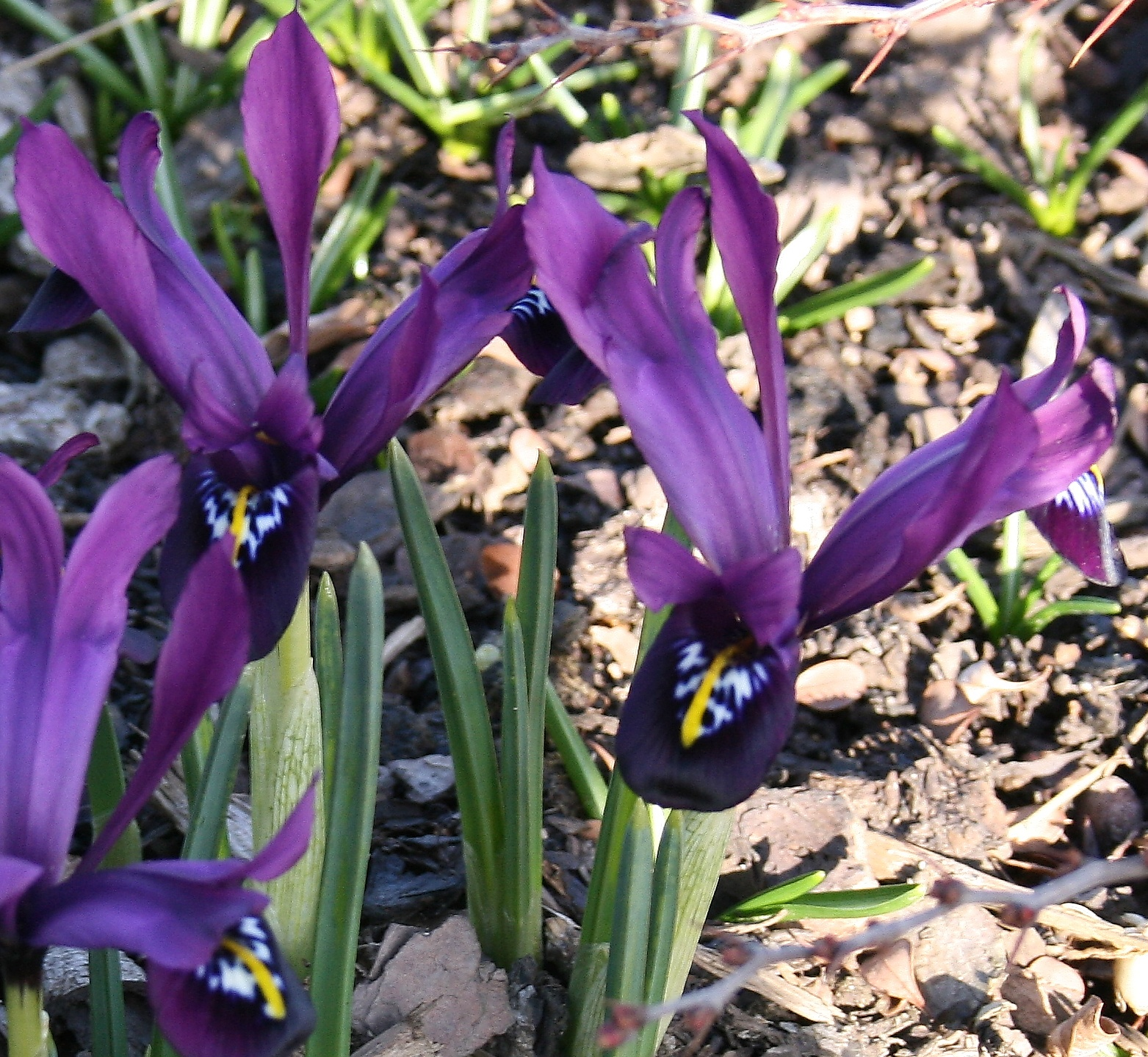
'Violet Beauty'